# O que Tem de Mais Lindo do que Isso?
O que Tem de Mais Lindo do que Isso? (em inglês: If This Isn't Nice, What Is?: Advice to the Young) é uma coleção de nove discursos de formatura de Kurt Vonnegut, publicado em 2013, pela editora Seven Stories Press, selecionados e apresentados por Dan Wakefield, amigo do autor. Em 2016, foi lançada uma "segunda edição (bem) expandida" de seus discursos. No Brasil, esta foi publicada pela Editora Rádio Londres, em 2018, com tradução de Petê Rissatti.
Depois que a publicação de seu romance Slaughterhouse-Five lhe trouxe reconhecimento ao redor do mundo, em 1969, Kurt Vonnegut se tornou um dos palestrantes de graduação mais populares dos Estados Unidos. "Somos animais performáticos", costumava dizer com certo sarcasmo.

## 3ª Edição
Em 2020, a Penguin Random House publicou uma terceira edição do livro, a primeira em brochura: If This Isn't Nice, What Is? (Even More) Expanded Third Edition: The Graduation Speeches and Other Words To Live By (em português: Se isso não é legal, o que é? Terceira edição (ainda mais) expandida: os discursos de formatura e outras palavras para viver).
Nesta edição há três novos discursos: "The anti-war Moratorium Day speech" (em português: O discurso antiguerra do Dia da Moratória), que ele proferiu em Barnstable, Massachusetts, em outubro de 1969; um discurso de 1970 para o Bennington College, recomendando que aos formandos 'fazer palhaçadas'; e um discurso de 1974 para o Hobart e William Smith Colleges, sobre a importância de famílias estendidas em uma era de solidão.
Há 14 discursos ao todo (11 em faculdades; o discurso da Indiana Civil Liberties Union; o discurso quando recebeu o prêmio Carl Sandburg; e o discurso antiguerra que fez meses após a publicação de Slaughterhouse-Five. Ensaios pessoais relacionados levam esta edição a 18 capítulos.

## Os Discursos e Ensaios (Terceira Edição)
1. O Que Fazer Quando Você Tem o Poder; Enquanto Isso, Lembre-se do Skylark! Bennington College, Bennington, Vermont, junho de 1970.
2. A Terrível Doença da Solidão Pode Ser Curada. Hobart e William Smith Colleges, Geneva, Nova York, 26 de maio de 1974.
3. Deixe a Matança Parar. Barnstable High School, Barnstable, Massachusetts, 23 de outubro de 1969.
4. Como Fazer Dinheiro e Encontrar o Amor! Fredonia College, Fredonia, Nova York, 20 de maio de 1978.
5. Conselhos Para às Graduandas (Que Todos os Homens Deveriam Saber). Agnes Scott College, Decatur, Geórgia, 15 de maio de 1999.
6. Como Ter Algo que a Maioria dos Bilionários Não Tem. Rice University, Houston, Texas, 12 de outubro de 2001.
7. Como a Música Cura Nossas Doenças (E Há um Bocado Delas). Eastern Washington University, Spokane, Washington, 17 de abril de 2004.
8. O que a "Dança Fantasma" dos Nativos Americanos e os Pintores Franceses que Lideraram o Movimento Cubista Têm em Comum. Universidade de Chicago, Chicago, Illinois, 17 de fevereiro de 1994.
9. Como Aprendi com um Professor o Que os Artistas Fazem. Universidade de Syracuse, Syracuse, Nova York, 8 de maio de 1994.
10. Não se Esqueçam de Onde Vocês Vieram. Butler University, Indianápolis, Indiana, 11 de maio de 1996.
11. Por Que a Justiça Social Faz Mais do Que a Arte para Nutrir o Sonho Americano. Universidade Estadual de Nova York, Albany, Nova York, 20 de maio de 1972.
12. Como Ser Garotos e Garotas Sábios. Southampton College, Southampton, Nova York, 7 de junho de 1981.
13. Por Que Vocês Não Podem me Impedir de Falar Mal de Thomas Jefferson. The Indiana Civil Liberties Union (agora The American Civil Liberties Union of Indiana), Indianápolis, Indiana, 16 de setembro de 2000.
14. Não se Desespere se Você Nunca For Para a Faculdade! Prêmio Carl Sandburg, Chicago, Illinois, 12 de outubro de 2001.
15. Como Consegui Meu Primeiro Emprego de Repórter e Aprendi a Escrever de um Jeito Simples e Direto Enquanto Não Me Formava em Antropologia (De uma Educação não Sentimental: Escritores e Chicago), University of Chicago Press, 1995.
16. Alguém Deveria Ter me Dito Para Não Ingressar em uma Fraternidade (Se eu soubesse o que sei agora: conselhos para a turma de 94). Thise Who Know Best, Cornell Magazine, maio de 1994.
17. O Escritor Mais Censurado de Seu Tempo Defende a Primeira Emenda. The Idea Killers, revista Playboy, janeiro de 1984.
18. Meu Cachorro Ama Todo Mundo, Mas Não Foi Inspirado Pela Grécia Antiga, Por Roma ou Pelo Renascimento (Por que meu cachorro não é humanista). The Humanist, novembro/dezembro de 1992.